# Kirche Hl. Großmärtyrer Dimitri (Šajkaš)

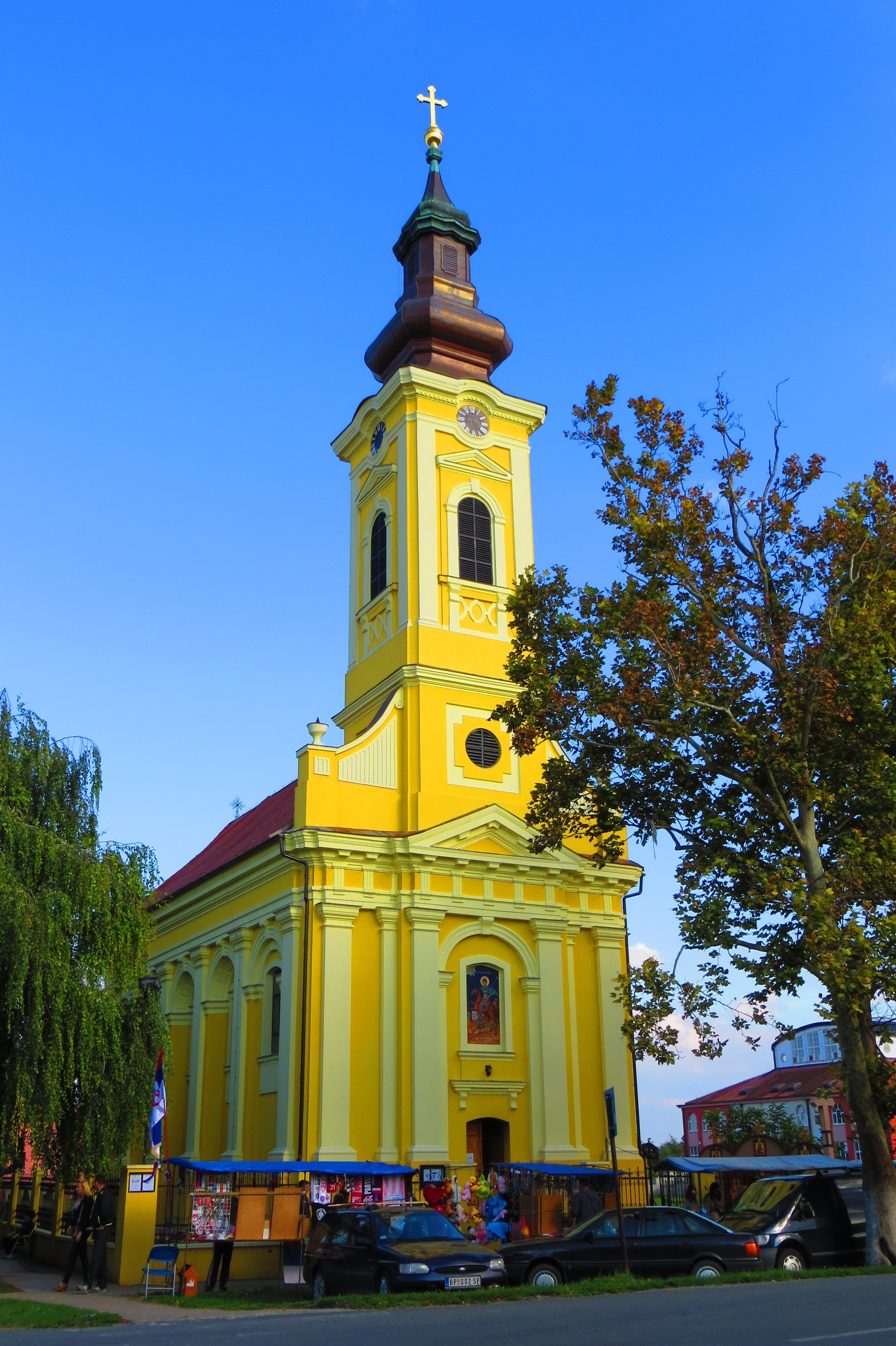
Frontalansicht der Kirche Hl. Großmärtyrer Dimitri in Šajkaš

Die Kirche Hl. Großmärtyrer Dimitri (serbisch: Црква светог великомученика Димитрија, Crkva svetog velikomučenika Dimitrija) im Dorf Šajkaš, ist eine serbisch-orthodoxe Kirche in der autonomen Provinz Vojvodina in Nordserbien.
Das von 1818 bis 1821 erbaute Kirchengebäude ist dem Hl. Großmärtyrer Dimitri geweiht und ist die Pfarrkirche der gleichnamigen Pfarrei und Kirchengemeinde Šajkaš im Dekanat Žabalj der Eparchie Bačka der serbisch-orthodoxen Kirche.

## Lage

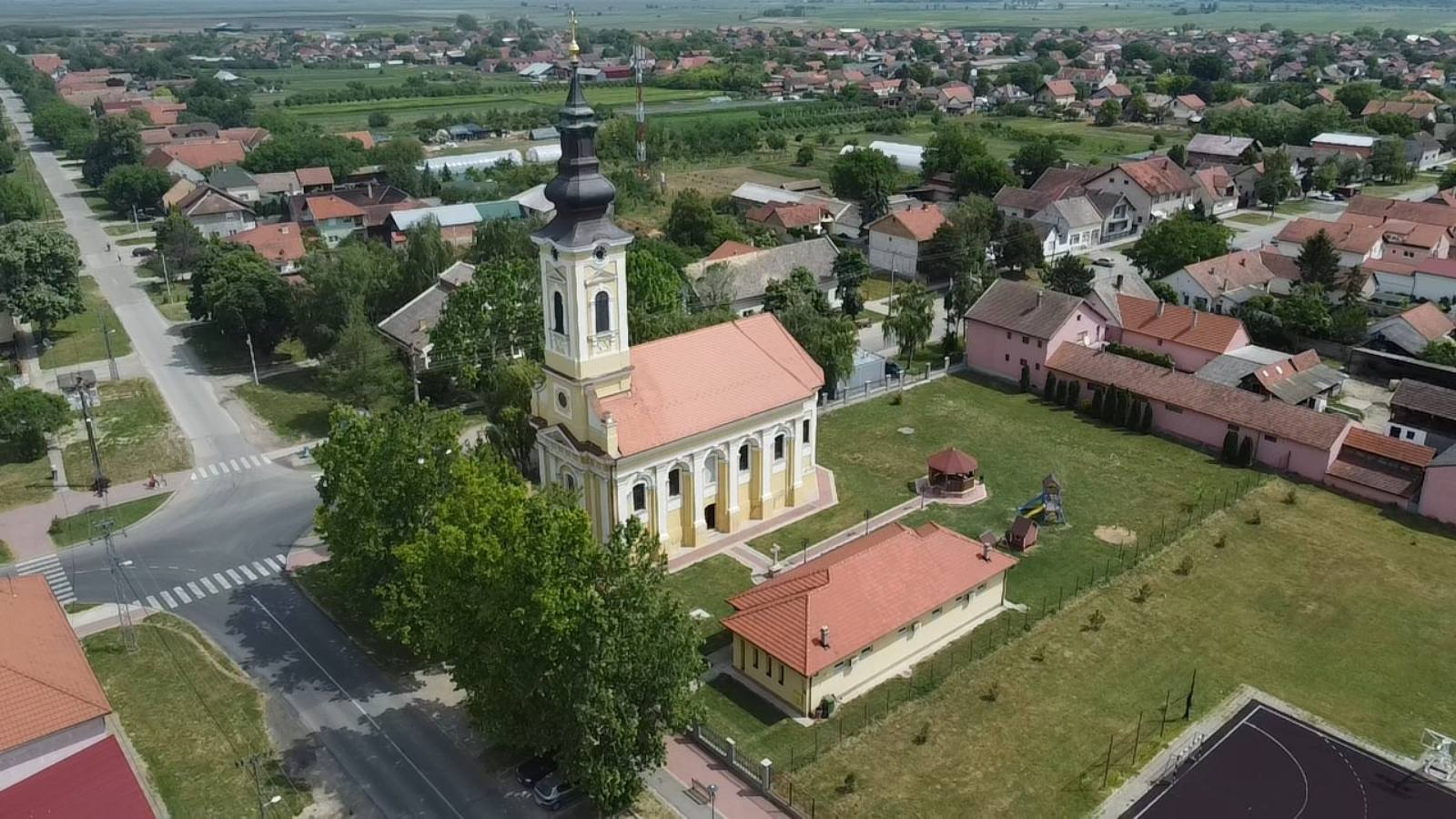
Das Dorfzentrum mit der Kirche

Das Dorf gehört zur Opština Titel im Okrug Južna Bačka und zur geographischen Region Šajkaška der südlichen Bačka.
Die Kirche steht im Dorfzentrum, an der Kreuzung der beiden Hauptstraßen des Dorfes, der Ulica Nikole Tesle und der Ulica Petra Drapšina.
Im dekorativ hergerichteten und umzäunten Kirchhof stehen neben der Kirche, das Svetosavski dom, ein großer Kirchbrunnen, ein orthodoxes Wegekreuz, Zierbäume und ein Kinderspielplatz mit Pavillon. Das Pfarrhaus steht gegenüber der Kirche an der anderen Straßenseite.
Unweit der Kirche stehen die Isidora-Sekulić-Grundschule und die Dorfambulanz. An der Stelle der heutigen Dorfambulanz stand die evangelische (deutsche) Kirche, die in der Endphase des Zweiten Weltkriegs zerstört wurde.

## Geschichte
Die erste bekannte serbisch-orthodoxe Kirche des Dorfes stand im Hof des heutigen Pfarrhauses, war jedoch 1818 so baufällig geworden, dass der Einsturz drohte. Diese den Hl. gerechten Joachim und Anna geweihte Kirche musste 1818 abgerissen werden. Noch heute feiert die Dorfbevölkerung den Feiertag der Hll. Joachim und Anna.

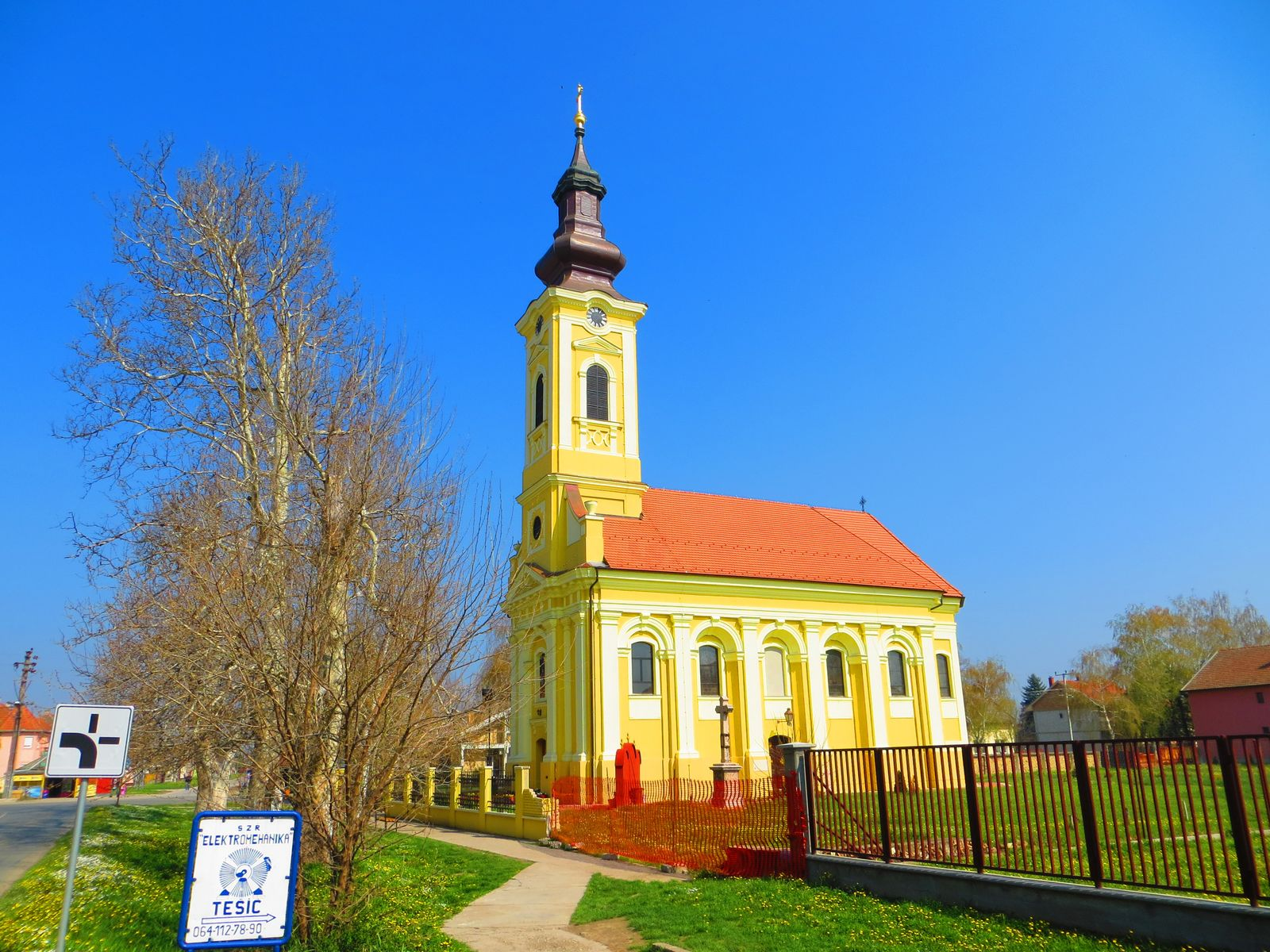
Die Südseite der Kirche

Die heutige Kirche wurde von 1818 bis 1821 erbaut und stellt ein typisches Beispiel für den orthodoxen Kirchenbau aus der ersten Hälfte des 19. Jahrhunderts in der Vojvodina dar. Die Kirche wurde am 8. November 1821, der Slava des Hl. Dimitri, feierlich eingeweiht.
Die Kirche erlitt während einer militärischen Operationen in der Revolution von 1848/49 großen Schaden. Daraufhin wurde das Gotteshaus komplett renoviert. Der erste Kirchturm endete pyramidenartig über den Kirchuhren, war in rot gestrichenen und bedeckt aus Holzschindeln.
Während des Ersten Weltkriegs erhielt der Kirchturm sein heutiges Aussehen mit der mehrstöckigen Zwiebelkuppel und dem vergoldeten Kreuz. Ebenfalls im Ersten Weltkrieg hatten die österreichischen Soldaten die alten Kirchglocken der Kirche entwendet und zu Munition geschmolzen.
Auch nach dem Kriegsende im damaligen Königreich Jugoslawien wurden die erneuten Renovierungsarbeiten an der Kirche weitergeführt und 1924 abgeschlossen als die Kirche neu geweiht wurde. Auch im Zweiten Weltkrieg erlitt die Kirche Schäden.
Der Kirche wurde mehrmals renoviert und 1994 wurden die Außen- und Innenfassaden neu gestrichen. Auch wird die Kirche seit kurzem mit Scheinwerfern nachts beleuchtet und erstrahlt mit neuer in Gelbtönen gestrichener Außenfassade.

## Architektur

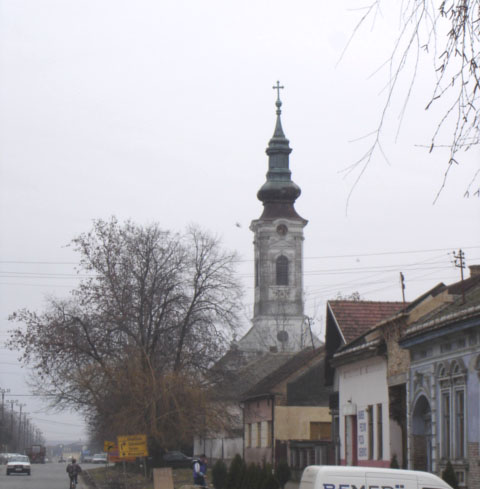
Die Kirche vor der letzten Renovierung

### Außenarchitektur
Die einschiffige Saalkirche im Stile des Barock mit Elementen des Klassizismus verfügt über eine von außen fünfeckige, jedoch im Inneren halbrunde Altar-Apsis im Osten und im Westen einen hohen Kirchturm mitsamt Eingangsportal. Die Kirche besitzt typische Dekorationselemente ihrer Zeit unter anderem senkrechte Pilaster mit Kapitellen und ein Tympanon an der Westfassade.
Der Haupteingang der Kirche befindet sich an der Westseite und es existiert ein Nebeneingang an der Südseite. Über dem Haupteingang befindet sich eine Patronatsfreske des Hl. Dimitri. Über dem Nebeneingang befindet sich eine Freske des Hl. Erzengel Michael und an der Apsis eine Freske des Hl. Johannes des Täufers. Eine Gedenktafel mit einem Bild an der Südwand der Kirche erinnert an Piloten der jugoslawischen Armee, die am 6. April 1941 während des Zweiten Weltkriegs in einer Schlacht über dem Dorf abstürzten und starben.

### Innenarchitektur
Das Kircheninnere ist nicht so repräsentativ wie das Äußere. Die erste Ikonostase hatte nur vier Ikonen und ist das Werk des berühmten serbischen Malers Dimitrije Avramović, geboren in Šajkaš, der auch die Kathedrale Hl. Erzengel Michael in der serbischen Hauptstadt Belgrad ausmalte. Sein vorzeitiger Tod hinderte ihn daran, die Ikonostase in seinem Heimatdorf fertig zu bemalen.
Die neue Ikonostase wurde 1924 im serbisch-russischen Stil von Božidar Jeremić hergestellt und ist ohne größere geschnitzte Holzverzierungen. Die Ikonen wurden im selben Jahr von Stefan Stefanović, einem akademischen Maler aus Sremski Karlovci, nach dem künstlerischen Vorbild des berühmten Malers Uroš Predić, und mit Hilfe von Žarko Milinov, einem autodidaktischen Maler aus Šajkaš, gemalt.
Die Bemalung des Kircheninneren führte A. Kuzminac, ein Maler aus Šabac durch. Die neuen Kirchglocken wurden in der Hauptstadt der Vojvodina, Novi Sad, in der Glockengießerei von D. Jovanović gekauft.